# Companhia de Processamento de Dados da Paraíba
A Companhia de Processamento de Dados da Paraíba, mais conhecida por CODATA, é uma sociedade de economia mista estadual responsável pela prestação de serviços de Tecnologia da Informação e Comunicação (TIC) aos órgãos centralizados e descentralizados que compõem a Administração Pública Estadual no estado brasileiro da Paraíba. Foi fundada em 29 de outubro de 1976, através da Lei n° 3.863, sendo vinculada à Secretaria da Administração do Estado da Paraíba.